# Karttula
Karttula is een voormalige gemeente in het Finse landschap Pohjois-Savo. De gemeente had een oppervlakte van 468 km2 en telde 3437 inwoners in 2003.
In 2011 werd Karttula bij Kuopio gevoegd.

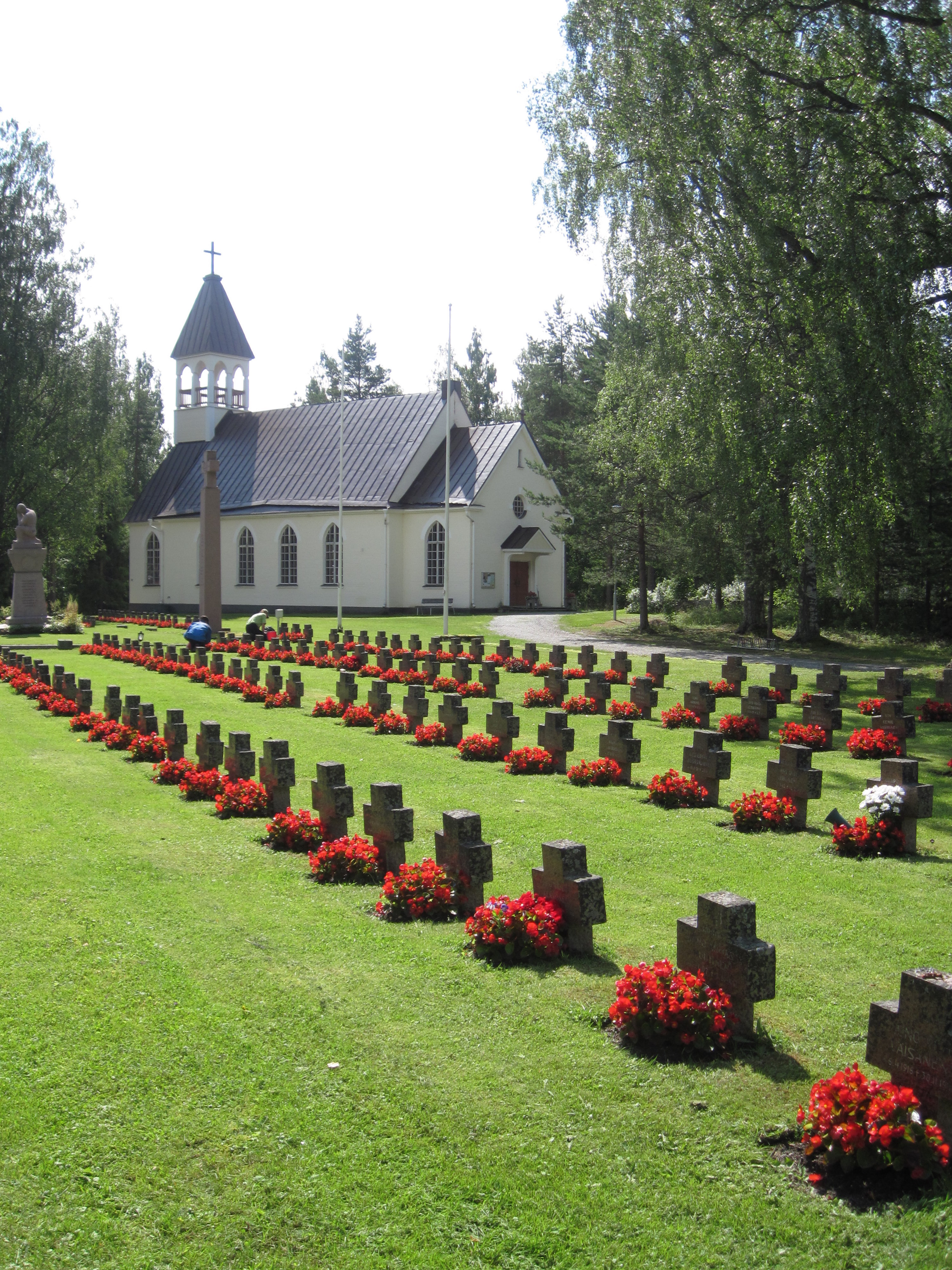
De militaire begraafplaats in Karttula

Iisalmi · Joroinen · Kaavi · Keitele · Kiuruvesi · Kuopio · Lapinlahti · Leppävirta · Pielavesi · Rautalampi · Rautavaara · Siilinjärvi · Sonkajärvi · Suonenjoki · Tervo · Tuusniemi · Varkaus · Vesanto · Vieremä
Voormalige gemeenten:
Iisalmen maalaiskunta · Juankoski · Karttula · Kuopion maalaiskunta · Maaninka · Muuruvesi · Nilsiä · Riistavesi · Säyneinen · Varpaisjärvi · Vehmersalmi